# わび・さび (小惑星)
わび・さび (10585 Wabi-Sabi) は、小惑星帯に位置する小惑星。アリゾナ大学のスペースウォッチ計画によって発見された。
アメリカ合衆国の天文学者、J. モンターニによってわび・さび（侘寂）と名づけられた。